# Белтень (Арджеш)
Белтень, Белтені (рум. Bălteni) — село у повіті Арджеш в Румунії. Входить до складу комуни Тігвень.
Село розташоване на відстані 144 км на північний захід від Бухареста, 39 км на північний захід від Пітешть, 108 км на північний схід від Крайови, 99 км на південний захід від Брашова.

## Населення
За даними перепису населення 2002 року у селі проживали 258 осіб, усі — румуни. Усі жителі села рідною мовою назвали румунську.